# Uzovská Panica
Uzovská Panica (in ungherese: Uzapanyit) è un comune della Slovacchia facente parte del distretto di Rimavská Sobota, nella regione di Banská Bystrica.